# Hajime Nakamura
Hajime Nakamura (中村 元, Nakamura Hajime), 28 novembre 1912 - 10 octobre 1999, est un universitaire japonais, spécialiste des écritures védiques, hindoues et bouddhiques.

## Biographie
Nakamura est originaire de Matsue dans la préfecture de Shimane. En 1943, il est diplômé du département de littérature de l'université impériale de Tokyo avec une étude sur l'« Histoire de la philosophie védanta ancienne » sous la supervision du professeur Hakuju Ui. La même année, il succède à ce dernier avant d'être nommé professeur associé de l'université impériale où il enseigne de 1954 à 1973. Après avoir pris sa retraite de l'université de Tokyo, il fonde le Toho Gakuin (« The Eastern Institute, Inc. ») et donne des conférences de philosophie destinées au grand public.

## Carrière universitaire
Nakamura est expert du sanskrit et du pali et parmi ses nombreux travaux figurent des commentaires sur les textes du bouddhisme. Au Japon, i est surtout connu comme le premier traducteur de l'ensemble du Tripitaka pali. Ce travail est toujours considéré comme une traduction de référence, sur laquelle s'appuient les traductions ultérieures. Dans sa traduction du pali, les notes portent souvent sur les traductions plus anciennes, allemandes, anglaises, françaises, ainsi que sur les anciennes traductions chinoises des écrits sanskrits.
En raison de son approche méticuleuse de la traduction, il exerça une influence prépondérante et durable dans l'étude de la philosophie indienne au Japon, à un moment où celle-ci s'imposait dans les grandes universités japonaises. Il a également indirectement influencé l'étude universitaire séculière du bouddhisme dans toute l'Asie de l'Est et l'Asie du Sud, en particulier à Taïwan et en Corée. Le Japon, la Corée, Taiwan et plus récemment la Chine sont les seules régions dans lesquelles les principales langues dans lesquelles sont rédigés les textes du bouddhisme (chinois, tibétain, sanskrit et pali) sont enseignées et étudiées par des universitaires spécialisées dans la philosophie Indienne.
Nakamura a été influencé par la philosophie bouddhique indienne ainsi que la pensée chinoise, japonaise et occidentale. Sa réflexion a également porté sur les questions de bioéthique. Il a publié plus de 170 monographies, en japonais et dans des langues occidentales, et plus d'un millier d'articles scientifiques.

## Prix et honneurs
- Prix impérial de l'Académie japonaise pour « Histoire de la philosophie védanta ancienne », version légèrement révisée de sa thèse de doctorat[1].
- Ordre de la Culture en 1977[1].
- Nomination à l'Académie japonaise en 1982[1].
- Docteur honoris causa de Vidya-Vacaspati par le président de l'Inde, Sarvepalli Radhakrishnan.

### Publications de H. Nakamura en anglais (Sélection)
- Ways of Thinking of Eastern Peoples: India, China, Tibet, Japan, Honolulu, University of Hawaii Press, 1985 (revised ed.) (1re éd. 1964), xxi, 713 (ISBN 0-824-80078-8)
- A History of Early Vedanta Philosophy. Part One, Delhi, Motilal Banarsidass, 1989, xxiv, 561 p. (ISBN 978-8-120-81963-4)
- A History of Early Vedanta Philosophy. Part Two, Delhi, Motilal Banarsidass, 2004, 864 p. (ISBN 978-8-120-81963-4)
- Indian Buddhism: A Survey With Bibliographical Notes, Delhi, Motilal Banarsidass, 1980, ix, 423 p. (ISBN 8-120-80272-1)
- A Comparative History Of Ideas, Delhi, Motilal Banarsidass, 1992, xi, 572 p. (ISBN 8-120-81004-X)
- Gotama Buddha: a Biography Based on the Most Reliable Texts, vol. 1, Tokyo, Kosei, 2000 (1re éd. 1968) (ISBN 978-4-333-01893-2)
- Gotama Buddha: a Biography Based on the Most Reliable Texts, vol. 2, Tokyo, Kosei, 2005, 350 p. (ISBN 978-4-333-02072-0)

### Études sur Hajime Nakamura
- (en) Sengaku Mayeda (en), « Remembering Dr. Hajime Nakamura », Philosophy East and West, vol. 50, no 3,‎ 2000, p. IV-VIII (lire en ligne)
- (en) Jikido Takasaki, « In memoriam Prof. Hajime Nakamura », Journal of the International Association of Buddhist Studies, vol. 23, no 1,‎ 2000, p. 1-5 (lire en ligne)
- Корнеев М. Я. Хадзимэ Накамура как мыслитель-компаративист: первые подходы к анализу его творчества // Компаративистика- II: Альманах сравнительных социогуманитарных исследований. СПб., 2002. С. 84-87.